# Schneckenkragen
Schneckenkragen (in Süddeutschland, Österreich und der Schweiz auch Schneckenkrägen) sind eine Maßnahme der Schneckenabwehr, um Pflanzen vor Schnecken und anderen Fraßfeinden zu schützen.

## Typen von Schneckenkragen
Ein Schneckenkragen besteht meist aus Metall oder Kunststoff. Der Schneckenkragen ist ein Hohlkörper (meist ein Zylinder), der über die zu schützenden Pflanzen gestülpt und ins Erdreich gesteckt wird; bei Pflanzen, bei denen Überstülpen nicht möglich ist, kann ein Behältnis auch seitlich aufgeschnitten und um den Pflanzenstängel herumgelegt werden. Ein Schneckenkragen hat oben einen Rand, der wie ein Kragen in einem spitzen Winkel schräg nach unten gebogen ist. Schnecken sind zwar imstande, kopfüber zu kriechen und können deshalb einen solchen Rand problemlos überwinden, aber sie verlieren unter dem Kragen den Geruch der Pflanzen, von dem sie angezogen werden. Dadurch werden sie irritiert und kriechen dann häufig wieder außen am Kragen herunter. Schneckenkragen gelten daher als besonders wirksam, sind aber teurer als andere Maßnahmen gegen Schnecken. Auch werden Schneckenkragen aus ästhetischen Gründen seltener als andere Abwehrmaßnahmen eingesetzt. Behältnisse wie leere Joghurtbecher und dgl., bei denen der Boden entfernt wurde, eignen sich kaum zur Abwehr von Schnecken, auch wenn sie einen kleinen, überstehenden Rand besitzen, da ein solcher Rand die anziehende Wirkung des Pflanzenduftes kaum behindert.
Schneckenkragen für Hochbeete und hölzerne Beeteinfassungen können preisgünstig aus Aluminium-Fliegengitter-Streifen selbst hergestellt werden, die dann mithilfe eines Tackers befestigt werden. Bei einem Hochbeet soll der Schneckenkragen etwa in halber Höhe angebracht werden, damit er bei der Bearbeitung nicht stört;, allerdings soll er nicht von hoch wachsende Pflanzen berührt werden, da diese den Schnecken als „Brücke“ zum Überwinden des Schneckenkragens dienen können.

## Vergleich mit anderen Maßnahmen
- Ein Vorteil von Schneckenkragen ist, dass die Schnecken nur abgewehrt und nicht getötet werden und dass das Problem mit einmaligem Anbringen der Kragen gelöst ist. Im Gegensatz zu anderen Schneckenabwehrmaßnahmen, wie zum Beispiel Bierfallen, ziehen sie keine weiteren Schnecken an. Sie nehmen auch keinen Einfluss auf den Boden oder andere Tiere, wie zum Beispiel Schneckenkorn.
- Schneckenkragen sind Schneckenzäunen überlegen, wenn es darum geht, keine Beete, sondern einzelne oder weit auseinander stehende Pflanzen zu schützen.
- Nachteile von Schneckenkragen sind der Preis, eventuelle ästhetische Probleme, dass sie größeren oder langtriebigen eingewachsenen Pflanzen schlecht übergestülpt werden können und horstbildende mehrjährige Pflanzen durch sie beengt werden können.